# Charles Mehan
Charles Thomas Mehan (Nogales, Arizona, 1896. május 15. –  Santa Rosa, Kalifornia, 1972. augusztus 11.) olimpiai bajnok   amerikai rögbijátékos.
Az 1920. évi nyári olimpiai játékokon az amerikai rögbicsapatban játszott és olimpiai bajnok lett.
Berkeleyben, a Kaliforniai Egyetemen tanult és végzett.